# Senatus
A senatus, magyarosan szenátus az egész római történelmet végigkísérő, az idők előrehaladtával más-más jogokkal felruházott, és sokszor változó létszámú testület volt. A Római Köztársaság idején gyakorlatilag, a principatus évszázadaiban elviekben a senatus volt a legfőbb törvényhozó szerv, tagjai, a senatorok pedig a római társadalom elitjét alkották.

## A senatus gyökerei
A római szerzők a senatus létrejöttét és korai történetét a három nagy római tribusszal hozzák összefüggésbe. A kezdet kezdetén Romulus hozta létre az egyetlen, latin Ramnes törzs 100 patriciusnemzetségének képviselői, a senatorok számára. Később a szabin Tities és a Luceres törzs csatlakozásával 100-100 fővel emelkedett a testület létszáma. Livius és a halikarnasszoszi Dionüsziosz szerint az etruszk Tarquinius Priscus idejére vált 300 főssé. Ebben Cicero egyetért velük, bár ő a király nevéhez létszámduplázást köt, eszerint korábban 150 főből állt volna a senatus.
Valójában azonban a királyt segítő vének tanácsaként (ld. még Areiosz Pagosz, geruszia) működő senatus (a neve is az öregember jelentésű senex szóból ered) csak a patriarchális királyság korában működhetett, hiszen a hódító etruszkoknak nyilván nem állt érdekükben egy restaurációra törekvő testület fenntartása maguk mellett. Erre utal az is, hogy nyitottak a plebs felé is.
Kr. e. 510-ben elűzték az utolsó királyt, Tarquinius Superbust. A politikai hatalmat visszaszerző patríciusok nem restaurálták a korábbi királyságot, hanem a comitia curiatán és a senatuson keresztül hatalmat gyakorolva arisztokratikus köztársaságot hoztak létre.

## A köztársasági időkben

### A korai köztársaság
A köztársasági senatus elvileg a királyi imperium szétosztott elemeit birtokló magistratusok tanácsadó testülete volt, azonban egyúttal törvényhozó funkciót is betöltött. Szavazással elfogadott határozataival (senatusconsultum) irányította a római állam had-, pénz-, bel- és külügyeit. Ezen túlmenően a testület hagyta jóvá a magistraturákra pályázók indulását, így a népgyűlésen csak a 300 senator többségének megfelelő jelöltek közül lehetett választani. Mivel a curulisi méltóságok (consul, praetor, aedilis curulis) hivatali évük után maguk is a senatus tagjaivá váltak, egyúttal az arisztokratikus utánpótlásról is gondoskodtak a honatyák. Egyetlen korlátuk a tribunus plebis vétójoga (ius intercessionis) volt, amely a hagyomány szerint Kr. e. 494-től lépett életbe.
A senatori névjegyzéket (album) eleinte a consulok, majd a tisztség kialakulása után a censorok kezelték. Ebben a viselt magistraturák szerinti rangsorrendben voltak feltüntetve a senatorok, és felszólalásaik is ebben a szabott rendben történhettek. A legmagasabb rangú, legelső felszólaló a princeps senatus címet viselte. Az üléseken egyébként a magistratusok is részt vettek.
A törvényhozó hatalom Rómában elviekben a népgyűlések kezében volt, azonban az alapvetően patríciusokat összefogó comitia curiata hamarosan névleges, családjogi ügyekben döntő testületté vált, amely kivétel nélkül elfogadta közfelkiáltással (acclamatio) a hivatalba lépő magistratusokat. A comitia centuriata esetében a centuriák classisok közti gondos felosztásával érték el az arisztokrata fölényt, emellett ez a népgyűlés csak a hadügyekben döntött. A legkomolyabb harc a területi alapon szerveződött comitia tributa ellen zajlott, amely Kr. e. 339-ben (lex Publilia) megkapta a törvényhozás jogát azzal a kitétellel, hogy a senatusnak is jóvá kell hagynia a népgyűlési határozatot. Kr. e. 287-ben a lex Hortensia ezt a megszorítást is eltörölte.
Eddigre azonban a senatus már nem csak a patríciusok, hanem a velük kapcsolatokat kiépítő gazdag plebejusok számára is nyitva állt. Az összefoglaló nevén nobilitasnak nevezett csoport a néptribunusi intézmény felett is befolyást gyakorolhatott, illetve anyagi helyzete folytán a Római Birodalom kialakulásával párhuzamosan a tribusok jelentős részét is képes volt a maga oldalára állítani. A törvényhozási kettősség mindazonáltal a köztársasági idők végéig fennállt.

### A köztársaság válsága

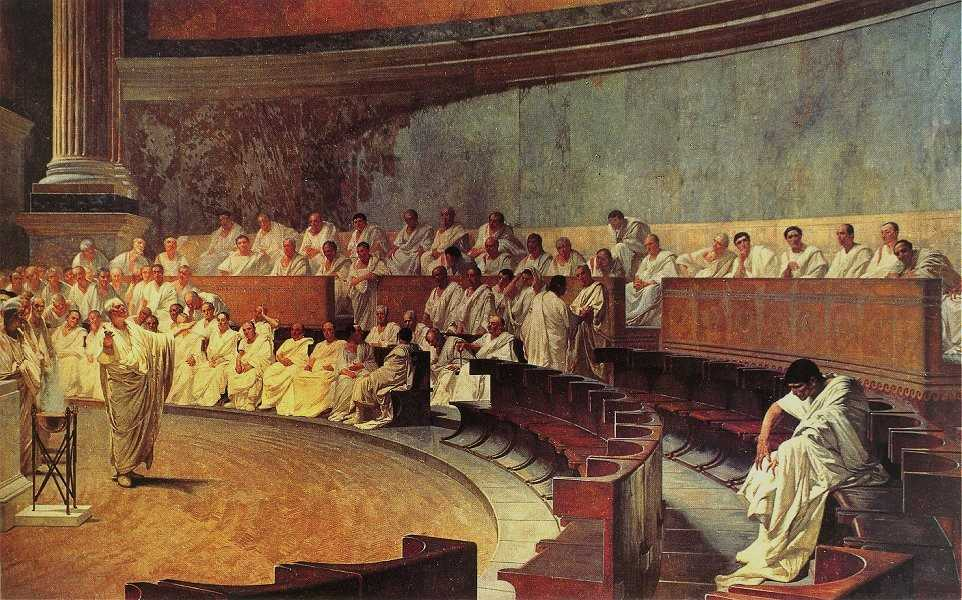
Cesare Maccari: Cicero leleplezi Catilinát

A senatus, bár a saját érdekeit egyöntetűen képviselte, sosem volt egységes. Folyamatos politikai harc zajlott a legelőkelőbb és legbefolyásosabb nemzetségek között, amelyek ideiglenes szövetségeket kötöttek egymással ellenfeleik ellen. Így sikerült például megbuktatni a túlságosan népszerű Publius Cornelius Scipio Africanust, Karthágó térdre kényszerítőjét is.
Helyzetéből adódóan a senatus a leggazdagabb földbirtokosokat tömörítette, de a Kr. e. 3. század végére már más természetű vagyonok is felhalmozódtak. A pénzembereket összefogó ún. lovagrend, az ordo equester a gazdasági befolyásért folytatta küzdelmét a senatorok ellen. Kr. e. 218-ban például sikerült olyan törvényt hozni (lex Claudia), amely eltiltotta a senatorokat a kereskedelmi méretű hajók tartásától. Később a provinciák lakossága rovására történő adóbérlői (lovagi) és helytartói (senatori) túlkapásokat vizsgáló bizottság feletti ellenőrzésért folyt szakadatlan harc.
A Kr. e. 2. század második felében alakult ki a senatus ún. néppárti csoportja, amelyet elsőként Tiberius és Caius Gracchus képviseltek hathatósan. Ez a csoportosulás – talán önös érdekből, talán a római állam hibáinak felismerése következtében – polgárjogi, hadügyi és földreformot kívánt végrehajtani, ezért kereste és általában bírta a plebs támogatását. A konzervatív senatori ellenzék, az ún. optimaták azonban sikeresen kivédtek minden reformtörekvést, és valamilyen ürüggyel sokáig képesek voltak letörni a néppárti mozgalmakat. Caius Gracchus nevéhez egyébként több forrás a senatus létszámának emelését köti 300 vagy 600 lovaggal történő kiegészítés révén, de az előbbi változat Livius Drususról is fennmaradt. Törekvéseik nem jártak sikerrel.
Az első igazi válság Caius Marius és Lucius Cornelius Sulla polgárháborúja alatt következett be. A két kiváló hadvezér Marius reformjának köszönhetően lojális zsoldosseregek felett rendelkezhetett, amelyek élén még Róma városát is képesek voltak elfoglalni. A háborúban, majd Sulla dictaturája alatt mindkét oldalra kölcsönös kegyetlenség volt jellemző, hatalmas vérveszteségek történtek ebben az időszakban.
Végül az optimata fölényt biztosítandó Sulla 600 főre emelte, és saját embereivel töltötte fel a senatust. Nem sokkal ezután ismét a néppárti – optimata törésvonalak mentén Caius Iulius Caesar és Cnaeus Pompeius Magnus támogatói között bontakozott ki harc. Mindkét politikus egyeduralmi törekvéseket dédelgetett, amiért bármikor bárkivel képesek voltak lepaktálni. A konzervatívok választottja végül Pompeius lett, aki azonban Kr. e. 48-ban elbukott a polgárháborúban. Híveinek Caesar megbocsátott – később ennek a döntésnek esett áldozatul. Caesar dictaturája idején 900 fősre emelte a senatus taglétszámát, és most az ő emberei töltötték meg a padsorokat.
A republikánus ellenzék kigyomlálását végül nem Caesar, hanem a második triumvirátus – Octavianus, Antonius és Lepidus – végezte el a Sulla idején jól bevált proscriptiókkal. A senatus ezáltal a caesarianusok bábjává vált, bár a Kr. e. 30-as években még választhatott Antonius és Octavianus között. (A testület harmada állt Kleopátra férje mellé.) Ez volt az utolsó alkalom, amikor a senatorok szabadon dönthettek.

## A császárkorban

### A principatus
Augustus principatusa arra épült, hogy a császár elvileg köztársasági keretek között volt egyeduralkodó. Ez természetesen csak máz volt, de a senatus és a senatusi arisztokrácia fennmaradt, és mivel lehetősége nyílt a további vagyoni gyarapodásra, és még úgy is tűnt, hogy van beleszólása a birodalmi ügyekbe, ezért általában támogatta a jóindulatú uralkodót.
Valóban, a magistraturák – ha névlegessé is váltak, de – fennmaradtak, a legiók élén továbbra is senatori rangúak álltak parancsnokként, és számos provincia helytartói is a rendből kerültek ki. Egyébiránt a császárkorban egymillió sestertiusos vagyoni censushoz kötötték a senatori rendhez (ordo senatorius) tartozást, ami öröklődött, szemben a lovagival. Alkalomadtán a vagyonukat vesztett senatorokat a császárok kisegítették szorult helyzetükből (például Augustus és Vespasianus).
Mind kisebb létszámú republikánus ellenzék természetesen akadt, még Augustus ellen is szövődött összeesküvés (például Varro Murena és Fannius Caepio vezetésével). Tiberius uralkodása alatt Seianus, majd bukása után Macro gondoskodott a gyanús és veszélyes elemek elpusztításáról, és ez Caligula idején is folytatódott. Ilyen körülmények között nem csoda, hogy a régi senatori nemzetségek közül már alig hallunk néhányról ebben az időszakban – szinte mind kihaltak a Kr. e. és Kr. u. 1. században.
A különféle kiváltságokkal rendelkező senatori ellenzék az 1. század végére már elfelejtette republikanizmusát: egyfajta sztoikus, az állam szolgálatát mindennél többre tartó filozófia hívei végeztek a zsarnoki Domitianusszal, és tették trónra Nervát. Az Antoninusok uralkodása alatt végre úgy tűnt, hogy elvárásaik teljesülnek, hiszen különféle okok miatt több uralkodó kénytelen volt alkalmas utódot adoptálni. Amikor ez másként történt (Marcus Aurelius és fia, Commodus esetében) a senatus ismét közbelépett, hogy saját jelöltet tegyen a trónra Pertinax személyében. Ezt azonban nem követte újabb aranykor, sőt a gazdasági és külpolitikai válság eredményeképpen a principatus leplezetlen katonai monarchiává alakult át, amelynek uralkodói ellenségesen kezelték az elpuhult, megbízhatatlan arisztokratákból álló testületet. Az utolsó senatus által kinevezett császár Marcus Claudius Tacitus volt.

### A dominatus
Diocletianus nevéhez fűződik a leplezetlen, keleti despotizmusra emlékeztető, katonai alapokon nyugvó uralom, a dominatus kiépítése. A senatus ekkorra amolyan Róma városát irányító önkormányzattá, bírósággá silányult, amit betetőzött, hogy I. Constantinus új fővárosában, Konstantinápolyban egy hasonló jogokkal felruházott testületet hozott létre. A senatorok végképp elvesztették minden politikai hatalmukat, de nagybirtokosokként továbbra is volt beleszólásuk a birodalom ügyeibe. Többen tartottak magánhadseregeket, ami az ellencsászári fellépést segítette elő, azonban nem volt elég a népvándorlás keretében bevándorló barbár – elsősorban germán – népekkel szembeni védekezésben. 476-ot követően a Nyugatrómai Birodalom megszűnésével a senatus is eltűnt Rómából. Konstantinápolyban még sokáig létezett a testület jogutódja.

## A senatus ülései

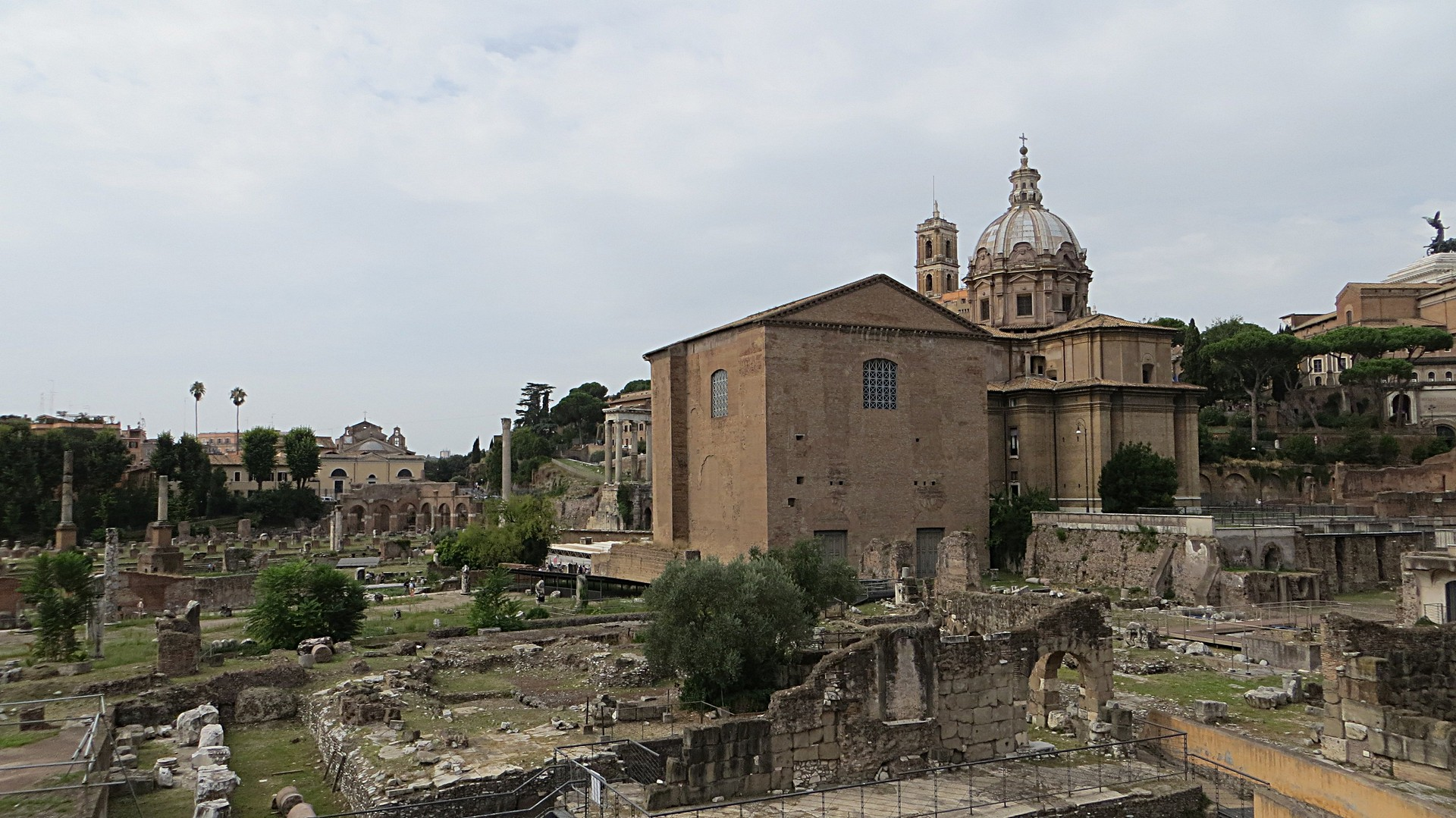
A Curia Iulia épületének mai romjai

A senatus rendszeresen ülésezett minden hónap calendae-jén, idusán és nonae-jén, de az erre jogosultak (a dictatorok, consulok, praetorok, néptribunusok és később természetesen a császárok) bármikor összehívhattak rendkívüli ülést (kivéve a népgyűlési napokat és ünnepnapokat). A távolmaradókat bírsággal sújtották. A köztársaság vége felé február hónap minden napján, amikor csak törvényszerű volt, ülést tartottak a külföldi követek meghallgatására.
A senatus üléstermét mindig augurok szentesítették. Eleinte a Curia Hostilia volt a tanácskozások helye, később több templomban (például Concordia vagy Bellona szentélyében) is összeülhettek a senatorok. A principatus idején a Curia Iulia gyakori üléshely volt, de nem ritkán az egyik consul háza volt a kijelölt helyszín. Az ülések előtt mindig kikérték a madárjósok véleményét.

## A senatus továbbélése
A senatus elnevezést, pontosabban megfelelőit később számos helyen alkalmazták és alkalmazzák. Így például II. Rákóczi Ferencet is szenátus segítette a nagyfejedelmi munkájában. Ma több állam törvényhozó testületének felsőháza viseli a Szenátus nevet (például USA, Ausztrália, a Fülöp-szigetek, Románia stb.). A magyar felsőoktatási intézmények szenátusa is vezető testület. A Csillagok háborúja univerzumának Galaktikus Köztársasága élén is egy Szenátus áll.